# Kei Kamara
Kei Ansu Kamara (* 1. září 1984) je fotbalový útočník ze Sierry Leone. Je jedním z 10 hráčů, kteří v Major League Soccer vstřelili alespoň 100 gólů.

## Osobní život
Kamara se narodil v Kenemě, druhém největším městě Sierry Leone. Když mu bylo 16 let, s rodinou kvůli občanské válce emigroval do USA. Nejdříve do státu Maryland, poté do Hawthorne v Kalifornii. Poté začal studovat na California State University. V roce 2006 získal americké občanství.

## Klubová kariéra
Kamara byl v draftu 2006 vybrán na 9. místě Columbusem. Hrál zde 2 roky, odehrál 36 utkání, vstřelil 5 gólů. Před sezonou 2008 byl vyměněn do San Jose Earthquakes za Briana Carrolla. U Quakes ale hrál pouze půl roku, v červenci 2018 byl vyměněn do Houstonu. V září 2009 byl vyměněn do Sportingu Kansas City za Abeho Thompsona. Kamara v dresu Kansasu prožil několik produktivních sezon, v roce 2012 oslavil zisk US Open Cupu. V zimním přestupovém okně 2013 byl přestupovým cílem anglického Norwiche, v lednu 2013 bylo oznámeno jeho půlroční hostování. Debut v Premier League odehrál 9. února proti Fulhamu. První gól vstřelil 23. února Evertonu. Kamara se rychle stal oblíbencem fanoušků pro svůj nadšený a okouzlující styl hry, někteří fanoušci o něm začali skládat popěvky. Navzdory tomu ale Kamara už neskóroval a Norwich odmítl uplatnit opci na přestup. V září 2013 se ale vrátil do Anglie, podepsal smlouvu v druholigovém Middlesbrough FC. Debutoval 14. září proti Ipswichi. V srpnu 2014 s ním byla rozvázána smlouva. Poté šel na testy do Wolverhamptonu, nebylo mu ale prodlouženo pracovní vízum a z přestupu sešlo a Kamara se tak vrátil do USA, kde ho podepsal Columbus. V sezoně 2015 vstřelil 22 gólů a pouze kvůli nižšímu počtu asistencí nevyhrál cenu Golden Boot, ta připadla Sebastianu Giovincovi. Byl v nominaci na cenu Landon Donovan MVP Award pro nejlepšího hráče roku, i tuto cenu ale získal Giovinco. Ve finále ligy vstřelil gól, ale Columbus prohrál 1:2 s Portlandem. Dne 7. května 2016 se pohádal se spoluhráčem Federicem Higuaínem ohledně penaltě a byl suspendován. Po suspendaci byl vyměněn do New England Revolution. Columbus za něj obdržel volbu v prvním kole draftu 2017, v druhém kole draftu 2018 a místo pro zahraničního hráče. Za Revs odehrál pouze 2 sezony, v prosinci 2017 byl vyměněn do kanadského Vancouver Whitecaps FC. Na konci roku 2018 mu vypršela smlouva a stal se volným hráčem. Podepsal ho tým FC Cincinnati, ten ho ale okamžitě vyměnil do Colorada.